# 马蒂亚斯·梅林豪斯
马蒂亚斯·梅林豪斯（德語：Matthias Mellinghaus，1965年5月10日—），德国男子赛艇运动员。他曾代表西德参加1988年夏季奥林匹克运动会赛艇比赛，获得男子八人单桨有舵手金牌。